# Sturlungaöld
Sturlungaöld (letterlijk: Sturlungtijdperk, ook wel de Sturlungtijd of de Sturlung-era) was een 42-44 jaar durende burgeroorlog in IJsland in het midden van de 13e eeuw. Het is misschien wel de bloedigste en meest gewelddadige periode in de IJslandse geschiedenis. De Sturlungaöld is opgeschreven in de Sturlunga saga door onder andere Sturla Þórðarson.
Deze periode wordt gekenmerkt door de conflicten van machtige leiders, goðar, die volgelingen vergaarden en streden, en is vernoemd naar de Sturlungs, op dat moment de machtigste familieclan in IJsland. Aan het einde van het tijdperk hield het IJslands Gemenebest op te bestaan en werd IJsland ondergeschikt aan Noorwegen.
Over het algemeen beschouwen historici 1220 als het eerste jaar van de Sturlungaöld, maar sommige plaatsen het begin eerder vanwege de Slag bij Víðines. De macht in het land was stevig in handen van een paar familieclans.
Er waren:
- De Haukdælir, uit Árnesþing
- De Oddaverjar, uit Rangárþing
- De Ásbirningar, van Skagafjörður
- De Vatnsfirðingar van Ísafjörður
- De Svínfellingar van de Oostfjorden
- De Sturlungar, van Hvammur in Dalir

In die tijd probeerde Haakon de Oude, koning van Noorwegen, zijn invloed op IJsland uit te breiden. Vele IJslandse stamhoofden werden zijn ondergeschikten en waren verplicht zijn bevelen uit te voeren. In ruil daarvoor ontvingen zij geschenken, volgelingen en een respectabele status. Bijgevolg waren de grootste IJslandse stamhoofden verbonden met de koning van Noorwegen.

## Goðar
In het IJslands Gemenebest was macht meestal in handen van de goðar (plaatselijke stamhoofden). IJsland was ingedeeld in kwartieren (fjórðunga). In elke fjórðungur waren negen Goði-domeinen ("Goðorð"). Het noorderkwartier (Norður ársfjórðungi) had drie extra domeinen vanwege zijn omvang. Al met al waren er 39.
De Goði-stamhoofden beschermden het grondgebied van de boeren en eisten compensatie, weergeld of wraak wanneer de rechten van hun volgelingen werden geschonden. In ruil daarvoor zegden de boeren hun steun toe aan de Goði, zowel door in zijn voordeel te stemmen bij het Alding (parlement) als, indien nodig, door de wapens op te nemen tegen zijn vijanden.
De bevoegdheden van Goði-stamhoofden waren echter noch van blijvende aard, noch erfelijk. Deze status kwam tot stand door een combinatie van respect, eer, invloed en rijkdom. De stamhoofden moesten voortdurend hun leiderschapskwaliteiten tonen, door het geven van geschenken aan hun volgelingen of door het houden van grote feesten. Als een stamhoofd in enig opzicht scheen te falen, konden zijn volgelingen simpelweg een andere, in hun ogen geschiktere Goði kiezen.
De grootste leiders van de 12e en 13e eeuw begonnen grote rijkdom en kleinere domeinen als hun ondergeschikten te vergaren. Dit kan een van de oorzaken van de burgeroorlog zijn.

## Loop der gebeurtenissen

### Begin
De Sturlungaöld begon in 1220 toen Snorri Sturluson, stamhoofd van de Sturlung clan en een van de grote sagaschrijvers, ondergeschikt werd aan Koning Haakon van Noorwegen. De koning stond erop dat Snorri hem zou helpen IJsland onder de macht van Noorwegen te brengen. Snorri keerde huiswaarts, en hoewel hij al snel 's lands machtigste opperhoofd werd, deed hij weinig om 's konings wil uit te voeren.
In 1235 accepteerde ook Snorri's neef Sturla Sighvatsson afhankelijkheid van de Noorse koning. Sturla was agressiever: Hij begon te strijden met stamhoofden die weigerden aan 's konings eisen te voldoen. Sturla en zijn vader Sighvatur Sturluson vochten in 1238 tegen Gissur Þorvaldsson, het hoofd van de Haukdælir, en Kolbeinn de Jonge, hoofd van de Ásbirnings, bij Örlygsstaðir in Skagafjörður. De Slag bij Örlygsstaðir was destijds het grootste gewapende conflict in de geschiedenis van IJsland. De Sturlungs-clan (van Sturla Sighvatsson) had 1000 gewapende mannen en de Ásbirningar-clan (van Kolbeinn de Jonge) had 1200 gewapende mannen ingezet. In de slag vielen Sturla Sighvatsson samen met zijn vader en broers samen met ongeveer 60 anderen. Na deze verpletterende nederlaag werden Gissur en Kolbeinn de machtigste stamhoofden in het land.
Snorri Sturluson keerde terug naar IJsland, uit de gratie gevallen bij de koning door zijn steun aan Jarl Skúli in een poging tot staatsgreep. Gissur Þorvaldsson, eveneens ondergeschikt aan de koning, ontving instructies om Snorri te doden. In 1241 ging Gissur met vele mannen naar Snorri's huis in Reykholt en vermoordde hem in zijn bad Snorralaug. Snorri's laatste woorden zouden zijn geweest "Eigi skal höggva!" (Niet hakken!).

### Þórður kakali veroorzaakt problemen
Een jaar later keerde Þórður kakali Sighvatsson (de bijnaam kakali betekent waarschijnlijk "De Stotteraar"), zoon van Sighvatur, Snorri's broer, terug uit het buitenland. Hij had reden tot wraak, want zijn broers en vader waren gevallen in de Slag bij Örlygsstaðir. Hij toonde al snel een geducht tacticus en leider te zijn. Vier jaar later was de heerschappij van de Ásbirnings voorbij na hevige gevechten met Þórður. De slagen Flóabardagi (1244 - de enige zeeslag in de IJslandse geschiedenis waarin beide partijen uit IJslanders bestonden) en de Slag bij Haugsnes (1246 - de bloedigste strijd in de geschiedenis van IJsland ooit met ongeveer 110 doden), vonden beide plaats in deze periode.
Þórður kakali en Gissur Þorvaldsson vochten echter niet tegen elkaar. Beiden waren ondergeschikten van de koning van Noorwegen en zij deden een beroep op hem als arbiter. De koning besliste in Þórðurs voordeel en van 1247-1250 regeerde Þórður IJsland bijna alleen. Hij stierf zes jaar later in Noorwegen.

### Gissur keert terug en het Gemenebest eindigt
In 1252 zond de Noorse koning Gissur Þorvaldsson terug naar IJsland, waar hij zich in Flugumýri (Skagafjörður) vestigde, niet ver van Haugsnes en Örlygsstaðir waar een paar jaar eerder de twee grootste veldslagen van IJsland werden geleverd. De volgelingen van Þórður kakali waren ontstemd en probeerden hem in 1253 te doden door zijn boerderij in brand te steken - dit incident is bekend als Flugumýrarbrenna. Bij deze brand kwamen 25 mensen om, maar Gissur wist zijn leven te redden door in een ton met wei te klimmen. Ondanks zijn macht en invloed slaagde Gissur er niet in de leider van de brandstichters te vinden, en was hij gedwongen om in 1254 naar Noorwegen terug te keren. Daar moest hij de afkeur van de koning verdragen omdat het hem niet gelukt was IJsland onder de Noorse troon te brengen.
Kleine conflicten zetten zich in IJsland voort. Ondertussen kreeg Gissur de titel van jarl en werd hij naar huis gestuurd om te onderhandelen. Daar wist hij alsnog wreed zijn gram op zijn oude belagers te verhalen. 
Pas toen de koning zijn speciale afgezant Hallvarður gullskór had gezonden, stemden de IJslanders in met het Noorse koningschap. Aan het Gemenebest kwam in 1264 een einde met het tekenen van de Gamli sáttmáli ("Oude Verbond") overeenkomst.